# Livro da Infância

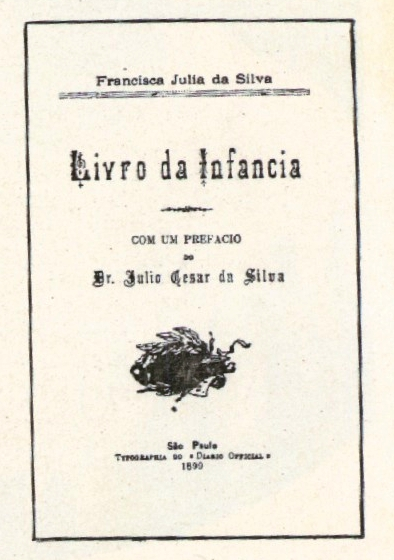
Livro da Infância, de Francisca Júlia

Livro da Infância é o segundo livro da poetisa brasileira Francisca Júlia, publicado em 1899 pela Tipografia do Diário Oficial.
Mede 12,5x18,5 de espessura e traz ao todo 116 páginas.

## História
Quatro anos depois da repercussão causada pela sua estreia em "Mármores", obra de cunho parnasiano, Francisca Júlia publica o "Livro da Infância", obra inteiramente voltada para crianças e prefaciada pelo seu irmão Júlio César da Silva.
São 40 textos divididos em poesia e prosa, em grande parte, paráfrases de escritores alemães. Nas págs. 93-94 há uma imitação de Goethe em prosa, "O Sino Que Anda", cujo original consta de Balladen, "Die Wandelnde Kloche". Traz ainda uma balada escandinava sem procedência chamada "O Trovador" (págs. 44-46), além de um estudo sobre Victor Hugo (1805-1885) na poesia "A Uma Criança", suprimindo a epígrafe que constava reproduzida quando apareceu, alguns anos antes, em "Mármores".
O conhecido poema de Goethe, "Erlkönig", cujo original figura em Balladen e foi musicado por Schubert, aparece sob o título "Rei Fantasma" e, logo abaixo, a frase parentética: "balada alemã", sem outra indicação. Erlkönig, literalmente rei dos alunos, vem a ser um duende que assombra a Floresta Negra, na Turíngia, e faz o mal às crianças. Herder deu como origem do vocábulo o dinamarquês ellerkonge, rei dos elfos, mas essa etimologia não parece exata.
As seguintes poesias foram, mais tarde, reaproveitadas em sua 3º obra "Esfinges" (1903): "Noite de Inverno", "De Volta da Guerra", "A Primavera", "O Ribeirinho", "Inverno" e "Aguarela". Outra poesia sua, chamada "Prece" (original de "Mármores") figura no capítulo em que Francisca explica sobre o movimento simbolista para as crianças.
Atualmente está sob domínio público.